# Amu Djoleto
Solomon Alexander Amu Djoleto, kurz Amu Djoleto (* 1929), ist ein ghanaischer Schriftsteller.

## Ausbildung
Djoleto wurde an der Accra Academy ausgebildet und wechselte später an das St. Augustine's College. Seine Ausbildung schloss Djoleto am University College of the Gold Coast in der ehemaligen britischen Kolonie Goldküste, dem heutigen Ghana ab.
Nach seiner Tätigkeit im Erziehungsministerium der ghanaischen Regierung studierte Djoleto an der University of London in Großbritannien am Institut für Erziehungswissenschaften. Während dieser Studien widmete er sich der Textbuchentwicklung.

## Karriere
Djoleto war in den 1960er Jahren im Erziehungsministerium für die Regierung in Ghana tätig.
Nach seinem Studium der Erziehungswissenschaften in London kehrte Djoleto nach Ghana zurück und wurde Redakteur des Ghana Teachers' Journal. Djoleto spielte in der Erziehungspolitik seines Heimatlandes Ghana eine wichtige Rolle, da er Direktor des Ghana's Book Development Council (Ghanaischer Rat zur Buchentwicklung) war und zudem als Ratgeber der ghanaischen Regierung während der Erziehungsreform auftrat.

## Bibliographie
- Akos And The Fire Ghost, (2000)
- Jaws Level 1: Mwizi Aliye Mwoga (Junior African Writers), (1996)
- Amid the Swelling Act (1992), Gedichtsammlung mit anderen Autoren
- The Frightened Thief (1992), Jugendliteratur
- Twins in Trouble (1991), Jugendliteratur
- Obodai Sai (1990), Jugendliteratur (dt. Titel: Obodai und seine Freunde, Nagel & Kimche (1994), ISBN 3-312-00500-0)
- Hurricane of Dust (1987), Novelle
- Money Galore (1975), Novelle
- West African Prose, (1972)
- Poems from Ghana (1970)
- Kofi Loses His Way, (1969), Jugendliteratur
- The Strange Man (1967), Novelle